# Laphria multipunctata
Laphria multipunctata är en tvåvingeart som beskrevs av H. Oldroyd 1974. Laphria multipunctata ingår i släktet Laphria och familjen rovflugor. Inga underarter finns listade i Catalogue of Life.